# El Gavilán
El Gavilán es una localidad del estado mexicano de Chiapas. Es parte del municipio de Ocozocoautla de Espinosa.

## Demografía
| Gráfica de evolución demográfica |
|                                  |

| Censo | Población |
| ----- | --------- |
| 1900  | 66        |
| 1910  | 42        |
| 1921  | 32        |
| 1930  | —         |
| 1940  | 10        |
| 1950  | 11        |
| 1960  | 186       |
| 1970  | 371       |
| 1980  | 47        |
| 1990  | 459       |
| 2000  | 683       |
| 2010  | 875       |
| 2020  | 1 277     |